# 趙成侯
趙成侯（？—前350年），中國戰國時期趙國的君主，姓趙，名種，趙敬侯之子。在位前期頗有戰功。濁澤之戰令魏文惠王對趙國產生了芥蒂，此間雖然趙國屢次幫助魏國抵禦秦、齊兩強的進攻（十一年，秦攻魏，趙救之石阿。十二年，秦攻魏少梁，趙救之。十三年，秦獻公使庶長國伐魏少梁，虜其太子、痤。魏敗我澮，取皮牢。成侯與韓昭侯遇上黨。十四年，與韓攻秦。十五年，助魏攻齊。十六年，與韓、魏分晉，封晉君以端氏。）但雙方仍是分歧大於合作。最終的決戰已不可避免。前353年，據《戰國策·秦策三》記載魏惠王親自領兵，在三梁戰勝了趙軍，將兵眾十萬包圍了邯鄲。《趙世家》亦支持攻打邯鄲的主帥就是魏惠王。而龐涓之攻邯鄲卻不見於史料。趙國苦戰一年余，終於邯鄲城陷。竹書紀年描寫經過長期的圍困，「邯鄲四曀，室多壞死」。趙國雖然在趙軍的抵抗和諸侯的援助下「不割而邯鄲復歸」，但已元氣大傷無力同魏國以及新崛起的齊、秦、楚抗衡。

## 簡介
前375年，赵敬侯卒，赵成侯繼位。
趙成侯元年（前374年），趙勝舉兵與趙成侯爭位，被成侯平定。
前371年，击败秦國軍隊於高安。
前372年，趙成侯在邢地（今河北邢台漿水村附近）高築檀台，以會諸侯。因在邢地建檀台，故名邢台。
前369年，魏國魏罃、魏緩兄弟反目內戰，趙成侯與韓恭侯趁機介入，率領聯軍入魏，並在濁澤（今山西運城）大敗魏軍，是為濁澤之戰。接著兩軍包圍魏國首都安邑（今山西夏縣西北）。趙成侯主張殺魏罃，改立魏緩，並要魏緩割讓土地給趙國、韓國，這樣趙、韓都得益。韓恭侯則說要讓魏罃、魏緩「同時並立」，分成「兩個魏國」，使魏國成為宋國、衛國那樣的弱國，則韓、趙兩國日後再無魏國之患。但趙成侯不願意。韓恭侯一怒之下，率領韓國軍隊退兵。趙成侯見趙軍勢孤，也只好班師回國。聯軍不戰自破，魏罃殺魏緩，自立為君，即魏文惠王。
前367年，联合韓恭侯介入，立東周惠公，自此東周國由西周國分出。
前353年，魏國派大將龐涓帶兵攻打趙國，圍趙都城邯鄲。齊使田忌、孫臏救趙，敗魏於桂陵。趙成侯二十四年（前351年），魏文惠王與趙成侯在邯鄲城南的漳水會盟，趙成侯被迫接受屈辱條約。